# Списък на индианските войни в Северна Америка
Войните на американските индианци са поредица от няколко въоръжени конфликта между европейските колонисти и впоследствие Съединените щати от една страна и индианските народи в Северна Америка (в днешните Съединени щати и Канада) от друга. Тези войни започват с навлизането на първите европейци на север от Рио Гранде през 1540 г. и завършват с Апаческите войни през 1924 г.

## 16 век
| Конфликт                        | Участник 1                                     | Участник 2         | Резултат                                                  |
| ------------------------------- | ---------------------------------------------- | ------------------ | --------------------------------------------------------- |
| Битка за Мабила (октомври 1540) | Испански конкистадори начело с Ернандо де Сото | Мисисипска култура | Убит е вожда Tускалуса и още 2500 индианци, и 100 испанци |
| Война Tигуа (зимата на 1540–41) | Испански конкистадори                          | Пуеблоси           |                                                           |

## 17 век
| Конфликт                                 | Участник 1                                                                                            | Участник 2 | Резултат                                                                                        |
| ---------------------------------------- | --- | --- | ----------------------------------------------------------------------------------------------- |
| Навахски войни (ок. 1600–1866)           | Кастилия · (ок. 1600–1716) · Испания · (1716–1821) · Мексико · (1821–48) · Съединени щати · (1849–66) | Навахо | - Дългия поход на навахо (1863–68) - Навахо са затворени в резерват                             |
| Англо-Поухатански войни (1610–46)        | Английски колонисти                                                                                   | Конфедерация Поухатан | - Поухатаните са почти унищожени и колонията Вирджиния се установява трайно. Договор от 1677 г. |
| Война пукуот (1636–38)                   | Масачузетс · Плимутска колония · Сейбрук · Кънектикът                                                 | Пекуот | - Пекуотите са почти унищожени. Договор от Хартфорд 1638 г.                                     |
| Боброви войни (1642–98)                  | Ирокези · Англия · Холандия                                                                           | Хурони · Ери · Неутрал · Одауа · Oджибуей · Mисисауга · Потауатоми · Алгонкин · Шоуни · Венро · Мохикани · Ину · Абенаки · Mаями · Илиной · други племена, съюзници на французите · Франция |                                                                                                 |
| Война на Киефт, Война уапингър (1643–45) | Нова Холандия                                                                                         | Уапингър и други техни индиански съюзници |                                                                                                 |
| Война за прасковеното дърво (1655)       | Нова Холандия                                                                                         | Саскуеханок и съюзни племена |                                                                                                 |
| Война Есопус (1659–63)                   | Холандски заселници Ирокези                                                                           | Делавари |                                                                                                 |
| Война на Крал Филип (1675–78)            | Нова Англия · Мохеган · Пекуот                                                                        | Уампаноаг Нипмукk Матабесики Нарагансет | - Колониална победа на юг - Индианска победа на север                                           |
| Война на крал Уилям (1688–97)            | Франция · Нова Франция · Абенаки                                                                      | Англия · Масачузетс · Британска Америка · Ирокези |                                                                                                 |

## 18 век
| Конфликт                                                                               | Участник 1                                                                                              | Участник 2 | Резултат |
| -------------------------------------------------------------------------------------- | --- | --- | --- |
| Война на кралица Ан (1702–13)                                                          | Франция Нова Франция Испания - Нова Испания Абенаки · Канауага · Чокто · Тимукоа · Апалачи · Натчези    | Англия(until 1707) - Британска Америка Обединено кралство(от 1707) - Британска Америка Мускоги · Чикасо · Ямаси | |
| Война тускарора (1711–15)                                                              | | | - Тускарора са победени и изгонени от крайбрежието. Повечето от тях мигрират на север при ирокезите.                      |
| Войни Фокс (1712–33)                                                                   | Франция                                                                                                 | Фокси | |
| Война ямаси (1715–17)                                                                  | Колониална милиция на: - Южна Каролина - Северна Каролина - Вирджиния Катоба (от 1715) Чероки (от 1716) | Ямаси Катоба (преди 1715) Чероки (преди 1716) Уоксо Сантии                                                      | - Ямасите са почти унищожени - Южна Каролина установява контрол над крайбрежието - Катоба става доминиращо племе в района |
| Войни чикасо (1721–63)                                                                 | Обединено кралство · Чикасо                                                                             | Франция · Чокто · Илиной                                                                                        | |
| Война Дъмър (1722–25)                                                                  | Нова Англия · Мохок                                                                                     | Абенаки | - Договор на Дъмър |
| Война на крал Джордж (1744–48)                                                         | Франция Нова Франция Абенаки                                                                            | Обединено кралство - Британска Америка Ирокези                                                                  | |
| Френска и индианска война (1754–63) Част от Седемгодишна война                         | Обединено кралство - Британска Америка Ирокези · Катоба · Чероки (преди 1758)                           | Франция Нова Франция Абенаки Алгонкин · Делавари · Оджибуей · Одауа · Шоуни · Виандот                           | |
| Англо-черокска война (1758–61) Част от Седемгодишна война                              | Великобритания                                                                                          | Чероки | |
| Война на Понтиак (1763–66)                                                             | Обединено кралство                                                                                      | Одауа Оджибуей Потауатоми Виандот Маями Уеа Кикапу Маскутен Пианкашо Делавари Шоуни Минго Сенека                | - Индианците признават британското управление                                                                             |
| Война на лорд Дънмор (1774)                                                            | Вирджиния                                                                                               | Шоуни Минго | |
| Американска война за независимост (1775–83)                                            | Съединени щати · Франция · Испания · Върмонт Онайда · Тускарора · Уатога · Катоба · Делавари · Чокто    | Великобритания · Лоялисти · Германия Ирокези · Онондага · Мохок · Каюга · Сенека · Чероки                       | - Договор от Париж (1783) - Великобритания признава независимостта на Съединените щати                                    |
| Черокско-американски войни (1776–95) Част от Американска война за независимост         | Съединени щати                                                                                          | Чероки | |
| Черокска война (1776) (Втора черокска война) (1776) Част от Черокско-американски войни | | | |
| Северозападна индианска война (1785–95)                                                | Съединени щати ·                                                                                        | Конфедерация на западните племена Великобритания - Британска Америка                                            | - Договор от Грийнвил - Американска окупация на Северозападна територия                                                   |
| Война окони (1785–)                                                                    | | | |

## 19 век
| Конфликт                                                                                      | Участник 1                                                                          | Участник 2                                                                              | Резултат |
| --------------------------------------------------------------------------------------------- | ----------------------------------------------------------------------------------- | --------------------------------------------------------------------------------------- | --- |
| Война на Текумсе (1811–13) Част от Война от 1812                                              | Съединени щати                                                                      | Индиански съюз воден от Текумсе                                                         | - Мирен договор                                                                                               |
| Война от 1812 (1812–15)                                                                       | Съединени щати · Чокто · Чероки · Крикска конфедерация                              | Великобритания - Британска Америка ИндианскисюзнаТекумсе Испания (1814)                 | - Договор от Гент - Съюза на Текумсе е разбит - Разширяване на Съединените щати                               |
| Война Пеория (1813) Част от Война от 1812                                                     |                                                                                     |                                                                                         | |
| Крикска война (1813–14) Част от Война от 1812                                                 | Съединени щати · Долни крики · Чероки · Чокто                                       | Горни крики                                                                             | - Договор от Форт Джаксън                                                                                     |
| Първа семинолска война (1817–18)                                                              | Съединени щати                                                                      | Семиноли Испанска Флорида                                                               | |
| Тексаско-индиански войни (1820–75) Частот Апачески войни                                      | Република Тексас · Съединени щати                                                   | Команчи                                                                                 | |
| Война арикара (1823)                                                                          | Съединени щати                                                                      | Арикара                                                                                 | - Арикара се заселват заедно с Мандани и Хидатса във Форт Бертолт в Северна Дакота                            |
| Война уинебаго (1827)                                                                         | Съединени щати                                                                      | Уинебаго и техни съюзници                                                               | - Уинебаго отстъпват по-голямата част от земите си на Съединените щати                                        |
| Война на Черния ястреб (1832)                                                                 | Съединени щати · Уинебаго · Меномини · Дакота · Потауатоми                          | Група на Черния ястреб и негови съюзници от Уинебаго и Потауатоми                       | |
| Втора семинолска война (1835–42)                                                              | Съединени щати                                                                      | Семиноли                                                                                | - 3800 семиноли са транспортирани в Индианска територия - 300 бягат в Евърглейдс                              |
| Втора крикска война (1836)                                                                    |                                                                                     |                                                                                         | |
| Команчски войни (1836–75) Част от Тексаско-индиански войни                                    | Испания · Мексико · Република Тексас · Съединени щати                               | Команчи                                                                                 | |
| Война осейдж (1837)                                                                           |                                                                                     | Осейджи                                                                                 | |
| Война каюс (1847–55)                                                                          | Съединени щати                                                                      | Каюс                                                                                    | |
| Война юта (1849–1923)                                                                         | Съединени щати                                                                      | Юти Южни паюти Навахо Апачи                                                             | - Utes moved to reservations                                                                                  |
| Апачески войни (1849–1924) Част от Тексаско-индиански войни                                   | Съединени щати (1849–1924)Конфедеративни Съединени щати (1861–65)                   | Апачи Юти Явапай Команчи Шайени Кайови Хавасупаи Хопи Навахо Папаго Хуалапаи Юма Мохаве | - Апачите са затворени врезервати                                                                             |
| Война хикариля (1849–55) Част от Апачески войни, Войни юта и Тексаско-индиански войни         | Съединени щати                                                                      | Апачи Юти                                                                               | |
| Война юма (1850–53)                                                                           | Съединени щатиКупеньо (1852–53)Кокопа (1853) · Паипаи · Халийкуамаи · Кахила (1851) | Юма Мохаве Кокопа (1850–53)Кахила Купеньо (1851)                                        | |
| Война Марипоса (1850–51)                                                                      |                                                                                     |                                                                                         | |
| Война на Уокър (1853) Част от Войни юта                                                       |                                                                                     |                                                                                         | |
| Сиукски войни (1854–91)                                                                       | Съединени щати · Кроу · Поуни · Източни шошони                                      | Сиукси Шайени Арапахо Кайови Команчи                                                    | |
| Първа сиукска война (1854–56) Част от Сиукски войни                                           |                                                                                     |                                                                                         | |
| Война кликитат (1855)                                                                         | Съединени щати                                                                      | Кликитат Каскейдс                                                                       | |
| Война Пюджет Саунд (1855–56) Част от Война якима                                              | Съединени щати                                                                      | Нискуали Маклешут Паялуп Кликитат Хайда Тлингит                                         | - Индианците са затворени в: - Силец - Гранд Ронд                                                             |
| Война Руж Ривър (1855–56)                                                                     | Съединени щати                                                                      | Индианци Руж Ривър                                                                      | - Индианците са затворени в резервати                                                                         |
| Трета семинолска война (1855–58)                                                              | Съединени щати                                                                      | Семиноли                                                                                | |
| Война якима (1855–58)                                                                         | Съединени щати                                                                      | Якима                                                                                   | - Peace treaty                                                                                                |
| Война кламат (1855)                                                                           |                                                                                     |                                                                                         | |
| Война Тинтик (1856) Част от Войни юта                                                         |                                                                                     |                                                                                         | |
| Война Тюл Ривър (1856)                                                                        | Съединени щати · Калифорния                                                         | Йокути                                                                                  | |
| Война Кьор д’Ален (1858) Част от Война якима                                                  |                                                                                     |                                                                                         | |
| Война Мендосино (1858) Част от Война якима                                                    |                                                                                     | Юки                                                                                     | |
| Война Балд Хилс (1858–64)                                                                     | Съединени щати · Калифорния                                                         | Чилула Хупа Чимарико Ийл Ривър Атабаски                                                 | |
| Война мохаве (1858–59)                                                                        | Съединени щатиМарикопа                                                              | Мохаве Хуалапаи                                                                         | |
| Война паюта (1860)                                                                            | Съединени щати                                                                      | Северни паюти Шошони Банок                                                              | |
| Война явапаи (1861–75)                                                                        | Съединени щати                                                                      | Явапай Западни апачи Юма Мохаве                                                         | |
| Война в Оуенс Вали (1862–65)                                                                  | Съединени щати                                                                      | Оуенс Вали паюти Шошони Каваису Тубатулабал                                             | |
| Въстание на дакота (1862) Част от Сиукски войни                                               | Съединени щати                                                                      | Сиукси                                                                                  | |
| Война гошути (1863)                                                                           |                                                                                     |                                                                                         | |
| Война Колорадо (1863–65) Част от Сиукски войни                                                | Съединени щати                                                                      | Шайени · Арапахо                                                                        | |
| Война Снейк (1864–68)                                                                         | Съединени щати                                                                      | Северни шошони                                                                          | |
| Война хуалапаи (1865–70) Част от Война явапаи                                                 | Съединени щати                                                                      | Хуалапаи Явапай Хавасупаи                                                               | |
| Война на Черния ястреб (1865–72) (1865–72) Част от Войни юта, Апачески войни и Навахски войни | Съединени щати                                                                      | Хуалапаи Явапай Хавасупаи                                                               | |
| Война за Паудър Ривър (1865) Част от Сиукски войни                                            | Съединени щати                                                                      | Сиукси · Шайени · Арапахо                                                               | |
| Война на Червения облак (1866–68) Част от Сиукски войни                                       | Съединени щати                                                                      | Сиукси · Шайени · Арапахо                                                               | - Договор от Форт Ларами (1868) - Индианците печелят - Създаден е Голям сиукски резерват (включващ Блек Хилс) |
| Команчска война (1867–75) Част от Тексаско-индиански войни                                    | Съединени щати                                                                      | Шайени · Арапахо · Команчи · Кайови                                                     | - Договор от Медисин Лодж                                                                                     |
| Модокска война (1872–73)                                                                      | Съединени щати                                                                      | Модоки                                                                                  | |
| Война Ред Ривър (1874–75)                                                                     | Съединени щати                                                                      | Шайени · Арапахо · Команчи · Кайови                                                     | - Край на Тексаско-индиански войни                                                                            |
| Голяма сиукска война (1876–77) Част от Сиукски войни                                          | Съединени щати                                                                      | Сиукси · Шайени · Арапахо                                                               | - Съединените щати установяват контрол над областта на Паудър Ривър                                           |
| Война срещу ловците на бизони (1876–77) Част от Апачески войни и Тексаско-индиански войни     | Съединени щати                                                                      | Команчи Апачи                                                                           | |
| Война не персе (1877)                                                                         | Съединени щати                                                                      | Не персе                                                                                | |
| Война банок (1878)                                                                            | Съединени щати                                                                      | Банок · Шошони                                                                          | |
| Шайенска война (1878–79)                                                                      | Съединени щати                                                                      | Шайени                                                                                  | - Създаден е резервата на Северните шайени                                                                    |
| Война Шийпийтър (1879)                                                                        | Съединени щати                                                                      | Шошони                                                                                  | |
| Война Уайт Ривър (1879) Част от Войни юта                                                     | Съединени щати                                                                      | Юти                                                                                     | |
| Война на Викторио (1879–81) Част от Апачески войни                                            | Съединени щати · Мексико                                                            | Апачи                                                                                   | |
| Война на Джеронимо (1881–86) Част от Апачески войни                                           | Съединени щати                                                                      | Апачи                                                                                   | |
| Война кроу (1887)                                                                             | Съединени щати                                                                      | Кроу                                                                                    | |
| Мойна за Танца на духовете (1890–91) Част от Сиукски войни                                    | Съединени щати                                                                      | Сиукси                                                                                  | |

## 20 век
| Конфликт                                                | Участник 1     | Участник 2     | Резултат |
| ------------------------------------------------------- | -------------- | -------------- | -------- |
| Въстание на Лудата змия (1909)                          | САЩ            | Крики          |          |
| Война навахо (1913)                                     |                |                |          |
| Война Блъф (1914–15) Част от Навахски войни и Войни Юта | Съединени щати | Юти Южни паюти |          |
| Война паюти (1915)                                      |                |                |          |
| Война Поуси (1923) Част от Война Юта                    | Съединени щати | Юти Южни паюти |          |